# Tanja Aumanen

Tanja Aumanen, barnboksförfattare, konstnär, pedagog

Tanja Aumanen, född 1967 i Jakobstad, Finland, är en svenskfinsk barnboksförfattare, konstnär och pedagog. Tanja Aumanen växte upp i Värmland (Arvika) i Sverige men flyttade 1989 åter till födelsestaden Jakobstad, där hon fortfarande bor.
I sitt skapande behandlar hon allt från vardagens enkla dilemman till samhällsproblematik och stora, globala frågor. Utmärkande drag i Aumanens skapande är blandningen av humor, färg och allvarliga undertoner. Hon söker sig gärna bort från avbildande av den verkliga miljön och tilltalas av kreativa och fantasifulla alternativ, vilket man kan se både i hennes böcker och konst.

## Karriär
Aumanen har studerat bildkonst i 5 år och senare specialiserat sig främst på måleri och konstgrafik. Hon studerade vid Svenska konstskolan i Nykarleby och vid Svenska Yrkeshögskolan för bildkonst i Finland. Aumanen har studerat pedagogik vid Åbo Akademi och undervisar i konstämnen inom visuell framställning.
Som konstnär har Aumanen arbetat med offentliga uppdrag och utsmyckningar, haft flera separatutställningar och deltagit i internationella samlingsutställningar/biennaler. Hennes verk har ställts ut främst i Norden, Italien, Schweiz, Turkiet och Australien.
Aumanen är numera även barnboksförfattare och har gett ut böckerna ABC-poesi (2021), Manda hemestrar (2022) samt Tor och gråten (tillsammans med Hanna Granqvist, 2022). Hon är snart aktuell med den andra boken i Manda-serien, Manda Promenixar, samt jobbar på ett bokprojekt finansierat av Centret för konstfrämjande (Taiteen Edistämiskeskus).  
Tanja Aumanen tilldelades hederspriset "Ebba" av staden Jakobstad år 2022, med motiveringen "Tanja Aumanen har satt Jakobstad på kartan inte bara med sin konst utan också med de nya barnböckerna hon skrivit och illustrerat."

## Böcker
- Tor och gråten, Scriptum, 2022 (text Hanna Granqvist, bild Tanja Aumanen), ISBN 9789527005903
- Manda hemestrar, Labyrinth Books Ab, 2022 (text Tanja Aumanen, bild Tanja Aumanen och Cecilia Ekman), ISBN 9789525986396
- ABC-poesi, Labyrinth Books Ab, 2021 (text och bild Tanja Aumanen) ISBN 9789525986365
- Sångdrömmar, Scriptum, 2017 (text Eva Westerholm, bild Tanja Aumanen), ISBN 9789527005514

Gemensamt för Aumanens böcker är att de är målade i akvarell, färgpennor eller tuschpennor (mix-media) och att hon leker med ord och dess betydelse. Språket i hennes böcker innehåller ofta ett uns finurlighet.

## Konst
Aumanens uttrycksform är främst måleri och konstgrafik. I sin konst söker Aumanen periodvis oväntade möten och bearbetar samtidigt egna frågeställningar. Historiska referenser blandas ofta med samtida uttryck och aktuella fenomen.
Tanja Aumanen är representerad vid Arvika Nyheter, Westra Wermlands Sparbank, Pedersöre kommun, Jakobstads kommun, Jakobstads Sjukhus och Pedersörenejdens kyrkliga samfällighet.
Aumanen har medverkat i följande utställningar i urval:
- Julsalongen, Arvika konsthall, Arvika, Sverige, 2018
- Tobaksmagasinet, Jakobstad, Finland, 2017
- Galerie Falkengasse, Brugg, Schweiz, 2016
- ArT Venice, Venedig, Italien, 2016
- Tobaksmagasinet, Jakobstad, Finland, 2015
- Art-Bank, Pargas, Finland, 2014
- Rådhusgalleriet i Nykarleby, Finland 2014
- Galleria Monteoliveto Neapel, Italien 2013
- Galleria de Marchi, Bologna, Italien, 2012
- Renlunds museum, Finland 2012
- Galleria 5, Uleåborg, Finland, 2011
- Biennalen i Izmir, Turkiet, 2011
- Prebiennale Venetia Studioarte Carapostol, Italien, 2011
- Galleri Sögarde och Art Expo, Århus, Danmark, 2011
- Galleri Enggården Värmland, Sverige 2011
- Butler-Goode Gallery i Sydney, Australien 2010
- Art Sydney, Australien, 2010
- Gustaf Frödings Jubileumsutställning, Karlstad, Sverige, 2010
- Galleri A:sson, Karlstad, Sverige, 2009
- Biennalen i Florens, Italien, 2009
- Konstfrämjandet i Uddevalla, Sverige 2008
- Konstmässan i Sollentuna, Sverige, 2007
- Folkkonstcentret i Kaustby, Finland, 2007
- Österbottniska Konstnärsförbundet, Finland, 2006
- Galleri Puckeln i Stockholm, Sverige, 2006

Bland hennes offentliga arbeten märks väggmålning för bostadsfastighet i Jakobstad och väggmålning på Salon Stilo i Jakobstad. Tillsammans med konstsmeden Peter Hedman har hon utformat Livets Träd på Lagmansgården i Pedersöre, Villa skola i Karleby samt ett helväggskonstverk till The Switch Ltd i Vasa.

## Stipendier
- Svenska litteratursällskapet i Finland, 2021
- Svenska kulturfonden, 2021
- Understödsstiftelsen för Arbetets Vänner rf, 2021
- Österbottens svenska kulturfond, 2017
- Svenska kulturfonden, 2016
- Svenska kulturfonden, 2015
- Kulturfonden för Danmark och Finland, 2011
- Finskt arbetsstipendium, 2011
- Kulturfonden för Danmark och Finland, 2011
- Svenska kulturfonden, 2010
- Kulturfonden för Sverige och Finland, 2010
- Svenska kulturfonden, 2009
- Strengbergs stiftelser, 2009
- Kulturfonden för Sverige och Finland, 2008
- Svenska kulturfonden, 2007
- Svenska kulturfonden, 2006
- Kulturfonden för Sverige och Finland, 2005
- Svensk-österbottniska samfundet r.f, 2004